# Scopula seminigra
Scopula seminigra là một loài bướm đêm trong họ Geometridae.